# 이그나시오 플로레스 오카란사
이그나시오 플로레스 오카란사(스페인어: Ignacio Flores Ocaranza, 1953년 7월 31일 ~ 2011년 8월 11일)는 멕시코의 전직 축구 선수로 선수 시절 포지션은 수비수였다.

## 생애
1972년부터 1990년까지 크루스 아술 소속으로 활동하던 동안에 리그 389경기에 출전했으며 크루스 아술의 리가 MX 5회 우승, 코파 MX 1회 우승, 캄페온 데 캄페오네스 1회 우승에 기여했다. 1975년부터 1981년까지 멕시코 축구 국가대표팀 선수로 활동했으며 아르헨티나에서 개최된 1978년 FIFA 월드컵에 참가한 멕시코 축구 국가대표팀 명단에 이름을 올렸다.
2011년 8월 11일에 쿠에르나바카를 지나가는 고속도로에서 가족들이 함께 트럭을 타고 여행하던 도중에 괴한의 총격을 받고 살해당했다.

## 수상
크루스 아술
- 리가 MX 5회 우승 (1971-72, 1972-73, 1973-74, 1978-79, 1979-80), 3회 준우승 (1980-81, 1986-87, 1988-89)
- 코파 MX 1회 우승 (1973-74), 1회 준우승 (1987-88)
- 캄페온 데 캄페오네스 1회 우승 (1974), 1회 준우승 (1972)